# Stamhuset Barnersborg
Stamhuset Barnersborg blev oprettet 1767 for Joachim Hartwig Johann von Barner og omfattede bl.a. Vedbygård.
| Historie | Spire Denne historieartikel er en spire som bør udbygges. Du er velkommen til at hjælpe Wikipedia ved at udvide den. |